# Томас Хеслер
Томас Јирген „Ике” Хеслер (Западни Берлин, 30. мај 1966.) је бивши немачки фудбалер и тренер. Играо је на позицији везног играча за бундеслигашке и европске клубове и репрезентацију Немачке.

## Клупска каријера
Каријеру је започео у омладинском тиму Рајникендорфер Фуксе. Од 1984. почео је да игра у Бундеслиги за ФК Келн. Заједно са клубом био је вицешампион Немачке 1989. и 1990. године.
После Светског првенства 1990. продат је Јувентусу за 15 милиона марака. Следеће сезоне је прешао у Рому за 14 милиона марака.
1994. вратио се у Бундеслигу: купио га је клуб из Карлсруеа за 7 милиона марака. Заједно са екипом више пута се такмичио у Купу УЕФА и дао велики допринос успеху клуба у домаћем шампионату. У сезони 1997/98, Карлсруе је, упркос свим напорима Хеслера, испао из Бундеслиге, што је приморало фудбалера да напусти тим.
Провео је сезону 1998/99 у Борусији Дортмунд, али није одиграо ниједну пуну утакмицу током сезоне.
1999. Хеслер је потписао уговор са минхенским клубом 1860. Заједно са екипом је у сезони 1999/00 стигао до 4. места (највише достигнуће клуба у то време), више пута је играо у европским такмичењима и био водећи играч тима.
Године 2003. потписао је једногодишњи уговор са аустријским Салцбургом. 2005. одиграо је опроштајни меч на домаћем стадиону Келна.

## Репрезентативна каријера
Током 12 година, Хеслер је одиграо 101 утакмицу за репрезентацију Немачке. Постао је светски првак 1990. и шампион Европе 1996. У репрезентацији је био стални извођач слободних удараца, након чега су лопте често летеле у мрежу.

## Тренерска каријера
По завршетку каријере постао је тренер. 2007. радио је као помоћник главног тренера репрезентације Нигерије Бертија Вогтса.